# 源靜香
源靜香（日语：／ Minamoto Shizuka），通稱靜香，舊譯陳靜香、靜怡、靜宜、靜兒、靜子、宜靜、靜靜、小靜等，英/美國版本稱為Sue（小名），是藤子·F·不二雄漫畫和動畫作品《哆啦A夢》中的女主角。

## 人物
靜香的名字被認為來自源義經與他的愛妾靜御前姓名的組合，而生日有兩個版本：漫畫版是5月2日，哆啦A夢百科是12月2日，目前新銳動畫官方認定是5月2日，但由於動畫持續播出，且時空背景多訂在該集動畫首播的那一年，故無確切年分。
在劇場版《大雄的結婚前夜》中，靜香父親提及她為凌晨3時出生。
目前新版朝日電視台動畫對原著更加忠實，對人物的稱謂都會加用；但早期的朝日電視台都是用來稱謂的。 
喜歡的歌手有鄉裕美、天野星夫、西條廣美、Official髭男dism等，演員則有田原敦。
常常與同班同學出木杉之間頻繁的互動常常讓野比大雄嫉妒，不過真正有關他們感情的不多。出木杉曾主動表示喜歡靜香，靜香則曾經送自己織的圍巾給出木杉。

### 優點
- 擅長彈鋼琴（但其實是媽媽要求她學的，她自己並不喜歡學）。
- 漂亮、心地善良，并且文静而有礼貌[7][8]，從幼稚園時即常為大雄抱不平（當時大雄就常被胖虎和小夫欺負），也因為大雄亦有善良這點而認定他。
- 學業成績不錯（有請家庭教師[9]），卻不如出木杉。在作品中常見有不懂的問題時會向出木杉請教，卻很少碰到出木杉向她請教。家中要求很高，考試就算考85分仍會被媽媽罵[10]。
- 運動神經不错，喜欢滑雪等运动。[11]
- 个性独立坚强，曾在穿越到阿拉伯世界被卖为奴隶后宁受鞭打也不向奴隶主屈服。[12]
- 容貌可愛甜美，漂亮但不過於嬌媚，對打扮很講究。
- 平日言行舉止端莊、文靜有禮貌。
- 擅長各類家政手藝，尤其是烘焙和織衣服。

### 缺點
- 小提琴技巧差卻喜歡演奏給別人聽，甚至比胖虎歌喉更具破壞力；但早期的設定是拉得不錯[13]。也許是因為受到媽媽影響，靜香母親小時候很喜歡拉小提琴。
- 有潔癖，一天平均洗三次澡，大雄用任意門去找靜香的時候幾乎都是在洗澡[14]。
- 性格有些任性，甚至時常弄不清當下情況。
- 有時候容易生氣。
- 有時候會誣賴別人。大雄跟她分享道具，結果自己把道具弄出問題就怪罪大雄。

### 興趣
- 最愛吃的食物就是煨番薯，但不希望讓人知道，甚至被他人碰見時會非常難為情。
- 做和蛋糕等（好不好吃視劇情所需）。
- 喜歡起司蛋糕和壽司，不過她最喜歡的食物是烤蕃薯（但為此感到很尷尬，因為吃過之後很容易會放屁，是日本女孩普遍有的狀況，也非常怕別人看見），其次是起司蛋糕和壽司。
- 爬樹（後因顧慮形象而放棄）。
- 洗澡。靜香洗澡是該作品當中經常出現的著名場景（美版有穿泳衣），原著總共出現過42次洗澡。許多故事的主題也與她的洗澡有關。被看到洗澡時的反應通常是潑水和大叫，但若是发现大雄看自己洗澡照片会拳脚相向。大長篇裡也「幾乎總是」以哪裡能洗澡為第一優先，在大富翁電玩中的靜香甚至必須因為洗澡而停止行動。基本上每次大雄使用任意門去静香家都去到静香家浴室。
- 保養，曾做過所謂的「面部美容操」[15]。

靜香對很多男孩的玩意都感興趣，甚至曾在《大雄與風之使者》片頭曲中扮成海盜船長的樣子（虽然並非原作），但可能因為「男主外，女主內」等等的社會觀念才沒有參加這些活動。但有一集大雄跟靜香交換身體，靜香就走去打棒球，比大雄還要好，甚至爬上千年杉，這種畫面實屬少見。

### 懼怕
- 青蛙[16]
- 被看到裙底風光（內褲顏色）
- 毛毛蟲[17]
- 洗澡時被別人偷窺
- 蜘蛛
- 打雷

## 家系
以下是有在作品中登場過的：
- 母親：本名在漫画本篇及动画中未出现过，通稱源媽媽、靜香媽媽。個性溫柔，但要求靜香練鋼琴這點令靜香不滿，而年輕時的鋼琴家生涯與《哆啦A夢七小子》中的哆啦梅度三世有關。與野比玉子為從小認識的好友。
- 父親：本名源義雄，大学教授，在作品中鮮少出現，但在電影《大雄的結婚前夜》中成為要角，充分表現與靜香的深厚感情。漫畫版早期的相貌容易與大雄的老師混淆，不過後來被修正。会英文、德文和日文。
- 叔叔：是名美術評論家，曾經指導或批評大雄和胖虎等人的畫。
- 表姊妹：外貌漂亮，大雄曾因為一直看她而惹靜香生氣[18]。
- 堂弟：名叫小和/天賜（台譯），家住北海道，非常喜歡火車[19]。
- 寵物：養過兩隻狗，其中一隻名為保露，曾經因保護靜香而喪生，後來給哆啦A夢救回；另外一隻名為保羅，老是跑到別處去；也养过一只小猫（名字不详）；还養過一隻金絲雀，名為嗶可，經常從籠子裡逃走，需要哆啦A夢或大雄的幫助抓回來，而在《大雄與翼之勇者》中成為不能缺少的角色。

## 未來
在漫畫中曾說希望未來能成為外交官、老師、空中小姐等。但劇中未明確顯示靜香是否有實現夢想。哆啦A夢來到20世紀後，改变历史使大雄與靜香結婚。原因是靜香就讀大學時參加登山社，因為大雄在山難中刻苦奉獻（事實上是十歲大雄偽裝，參見第20卷《雪山的浪漫史》），發現若不在大雄身邊，大雄太過危險，因此答應未來的大雄求婚。而在《結婚的前夜》以及其它的作品中，有明確表示喜歡大雄的其中一個主要優點：心地善良。婚後於1989年生下獨子野比雄助。（但是在哆啦美与迷你哆啦SOS中，1989年的大雄仍是維持小學生的狀態），曾經因為婚後與大雄吵架而跑回娘家。（水田版動畫〈送給靜香的禮物是大雄〉）

## 飾演

### 配音員

#### 日本國內
日本電視台
- 惠比壽真沙子（日语：恵比寿まさ子）：1973年4月1日一1973年9月30

朝日電視台
- 野村道子：1979年4月2日—2005年3月18日
- 嘉數由美：2005年4月15日—

#### 日本國外
香港
- 孫明貞：1982年－1991年，《叮噹》電視動畫及電影（TVB播映版本），全為「大山羨代時期」作品；2021年《STAND BY ME  2》（公映版本）。
- 梁少霞：1991年－2023年，橫跨「大山版」及「水田版」電視動畫。1995年《叮噹音樂劇之大雄的恐龍》、1997年《叮噹音樂劇之大雄的海底鬼岩城》、1998年《叮噹大富翁》遊戲、2001年起《多啦A夢》電影版（公映版本、影碟及TVB版）、2006年《多啦A夢音樂劇2006》、2021年《STAND BY ME  2》（TVB版本）。
- 成瑤孆：2023年－，2023年《大雄與天空的理想鄉》（TVB版本）
- 盧素娟：1992年《叮噹：西遊記》（星光娛樂／安樂影片發行）。
- 不明／尚待確認：1995年由歷紹行發行的14部《叮噹劇場版》錄影帶及LD（1980年-1994年作品，撇除《西遊記》）、以及9部「週年紀念精裝版」短篇錄影帶。同版本之《叮噹劇場版：魔域三劍俠》在1994年12月底於戲院公映。
- 何凱怡：2022年《大雄之宇宙小戰爭 2021》、2023年《大雄與天空的理想鄉》、2024年《大雄的地球交响乐》

台灣
- 敖冰欣：巨童文化VCD
- 李宛鳳：90年代新潮社電影版錄影帶版本（1980年、1982年作品）
- 呂佩玉：90年代新潮社電影版錄影帶版本（1983年、1985年、1987年－1992年作品）
- 謝佼娟：90年代新潮社電影版錄影帶版本（1984年、1986年作品）
- 許淑嬪：1996年－2009年、電影版
- 丘梅君：大山版短期代理
- 林美秀：水田版電視，第1集-第364集，第469集起，2006年首映版、2008年及2016年電影版
- 穆宣名：水田版電視，第365集-第468集
- 黃珽筠：2009年及2011年電影版